# Савич, Реля
Реля Савич (серб. Реља Савић, Relja Savić, 19 июня 1917, Нови-Сад, Югославия — 1985, там же) — югославский селекционер растений, педагог.

## Биография
Родился 19 июня 1917 года в Нови-Саде. 
В 1935 году поступил в Белградский университет, который окончил в 1940 году. 
В 1946 году устроился на работу в Институт растениеводства в Нови-Саде, которому посвятил всю оставшуюся жизнь. 
С 1946 по 1966 год работал научным сотрудником, в 1966 году был избран профессором и проработал вплоть до 1969 года, с 1969 года по момент смерти заведовал кафедрой генетики и полевых культур.
Скончался в Нови-Саде в 1985 году.

## Научные работы
Основные научные работы посвящены генетике, селекции и семеноводству кукурузы и прочих зерновых культур.
- Изучал состав жирных кислот в зародышах зерновых культур.
- Исследовал возможность улучшения популяций как исходного материала для селекции.
- Проводил генетические исследования механизма наследования содержания жирных кислот в зерне этой культуры.
- Разрабатывал методы селекции улучшенных гибридов кукурузы с изменённым химическим составом зерна.

## Членство в обществах
- С августа 1970 года — иностранный член ВАСХНИЛ[1].